# 名探偵コナン 業火の向日葵
『名探偵コナン 業火の向日葵』（めいたんていコナン ごうかのひまわり）は、2015年4月18日に公開されたアニメ映画で、劇場版『名探偵コナン』シリーズの19作目。上映時間は112分。興行収入は44億8,000万円。 キャッチコピーは「華麗なる芸術的（アート）ミステリー!!」「お前に解けるか……この芸術が!!」。

## 概要
監督は前作『異次元の狙撃手』から引き続き静野孔文が、脚本は『絶海の探偵』以来、2年ぶりに櫻井武晴が担当する。
本作は、怪盗キッドに加えてゴッホの絵画『ひまわり』が物語の重要な鍵を握るため、シリーズ初の「アートミステリー」と位置づけられている。
タイトルの漢字はそのまま読み、カタカナの当て字がない。劇場版においてこのような例は第4作『瞳の中の暗殺者』以来15年ぶりのことで、第1作『時計じかけの摩天楼』、第3作『世紀末の魔術師』と合わせて4作目となった。
怪盗キッドと彼を追う中森銀三が登場する映画は、『世紀末の魔術師』、第8作『銀翼の奇術師』、第10作『探偵たちの鎮魂歌』、第14作『天空の難破船』合わせて5作目となり、本作では怪盗キッドの助手である寺井黄之助が劇場版に初登場する。青年時代の寺井が描かれたのは、『名探偵コナン』および『まじっく快斗』の原作・アニメを含め初めて。その他、「怪盗キッドVS最強金庫」に登場した登場した次郎吉のボディーガード・後藤善悟も劇場版初登場となった。また、5作目の登場となる中森警部は本作で初めてポスターに描かれた。一方、警視庁捜査一課の刑事達（高木渉、佐藤美和子、白鳥任三郎、千葉和伸）は登場せず、ポスターに描かれている目暮十三のみ終盤に登場する。レギュラーメンバーで最初に登場するのは園子と次郎吉であり、コナン・探偵団は3分経ってから、蘭・小五郎は10分以上経ってからの登場である。また、阿笠博士も登場するが他作と比べて場面は少なく、ストーリーにも絡まなかった。
2014年1月27日に急死した永井一郎に代わり、富田耕生が鈴木次郎吉を引き継いだが、2020年9月27日に富田も死去したため、富田が演じる次郎吉が登場する劇場版は本作のみとなった。また、2018年8月13日に石塚運昇も死去したため、石塚が演じる中森警部が登場する劇場版は本作が最後となった。
オープニングでは博士のアイテム紹介が省略されており、灰原と怪盗キッドの紹介のみにとどまっている。
エンドロールのキャストの順序が例年と違い、ストーリーに添った順になっているほか、エンドロールを締め括る「コナンの目」は本作以降から登場しない。また、エンドロールの終盤では、音響監督としてシリーズに携わり前年に亡くなった浦上靖夫が追悼されている。
本作では、後藤善悟が初登場した「怪盗キッドVS最強金庫」で使われた大金庫「鉄狸」が「鉄狸改」として改良型になった。このため、公開間近の2015年4月4日・11日に同エピソードが本放送枠で再放送された。
ゲスト声優の榮倉奈々は、絵画鑑定士・宮台なつみ役で出演した。主題歌はポルノグラフィティの「オー!リバル」。3月30日には元KARAの知英もゲスト声優として発表された。知英は声優に初挑戦することになった。なお、今作の一連の事件の犯人は宮台であるため、『異次元の狙撃手』に続き、2作連続でゲスト声優が演じたキャラクターが犯人となった。
2014年12月26日に『金曜ロードSHOW!』枠で放送された『名探偵コナン 江戸川コナン失踪事件 〜史上最悪の2日間〜』ではエンディング後に本作の予告映像を放送し、2015年1月30日に『金曜ロードSHOW!』枠で地上波初放送された『ルパン三世VS名探偵コナン THE MOVIE』と同年3月28日の『まじっく快斗1412』のCM内では、コナンとキッドによる同作の内容を踏まえたナレーションを付けた予告映像が放送された。
本作の公開と同日に放送されたテレビアニメ第774話「消えたムンクの叫び」は本作のプレストーリーとなっており、鈴木次郎吉がアニメオリジナルに初登場した。
本作は2008年に公開された『戦慄の楽譜』に次ぎ、上映時間が2番目に長い作品である。
DVDとBlu-rayは2015年11月25日に発売された。小説版は小学館ジュニア文庫から2015年4月16日に発売された。
エピローグ後の次回作予告では、酒場で酒の映像が映し出された後に、ジンと思われる声による「キール、バーボン、まさかな…」というセリフとともに、次回作の製作が決定したという旨の字幕による予告が流れた。のちに次回作は、第13作『漆黒の追跡者』以来、劇場版で3作目の登場となる黒ずくめの組織がストーリーに大きく絡む『純黒の悪夢』であると発表された。本作以降、次回作で登場予定のメインキャラクターが予告セリフを担当するようになった。
2016年に開催された歴代映画19作品の人気投票で、今作は8位を獲得した。

## 製作
5年連続で本シリーズの監督を務める静野孔文は、「コナンの劇場版を作る時は毎回自分に新たなチャレンジを課している」と話しており、今作では一つのシーンを距離や角度の異なる複数のカメラで同時に撮るという、海外のフィルム作りの手法が取り入れられている。
この手法では1分間のシーンであっても3台のカメラを回していれば3分間の映像素材が生まれるため、それぞれのカメラの映像を組み合わせて1分間のシーンに落とし込んでいく。静野曰く、映像素材が多いほど表現力が豊かな映画になっているとのことで、制作中には映像素材の合計が脚本の長さを超えて3時間に及んだこともあったという。最終的にはエンタテイメント性を高めるため細かい箇所を削りながら1時間強の上映時間に収めていったといい、静野は「テンポのいいフィルムになったのでは」と語っている。
アクションシーンにおいては、脚本段階ではざっくりとしか書かれていないため、監督、トムスの文芸部、絵コンテ担当者らがアイデアを出し合い、最も緊張感が出るような形に再構成されている。例として、物語後半の舞台となっているレイクロック美術館では、出入口が両端にしかない1本の地下通路内でキッドがどう立ち回るかというプロットが用意されていたが、静野の「キッドには颯爽とハンググライダーで現れて欲しい」という考えから地下通路が無くなり、現在のデザイン及びシナリオに変更されている。
また、観客の体感スピードをコントロールするため、ストーリー展開や登場人物の会話スピードが前作の約1.3倍の速さに調節されているほか、効果音やセリフを重ねて臨場感を上げるなどの工夫が施されている。

### 脚本
脚本を担当した櫻井武晴は、本作を「8割方僕の脚本じゃなかった」と懐古し、「大人の事情があって、脚本のほとんどのミステリー要素が使えないという事態が起きてしまった」と後のインタビューで明かしている。
監督の静野は本件について、実在する絵画を題材にしたことで、納品ぎりぎりまで修正指示が続いたと説明しており、「中でも大きかったのは、犯人が最後に自分の動機を言う部分を、削らなければいけなくなってしまったことですね。本当は、詳しく語られてたんですけど、それら全てを削ることになってしまった。櫻井さんには、ミステリーとして面白い部分がなくなってしまったことを詫びました。」とコメントしている。
なお、櫻井は「当然、制作スタッフは大パニックになったんですけど、それでも静野さんは投げ出さず、アクションでつないで映画を完成させた。しかも前作を上回る好成績で。」と、この一件で見せた静野のプロ意識に敬意を表している。

## ストーリー

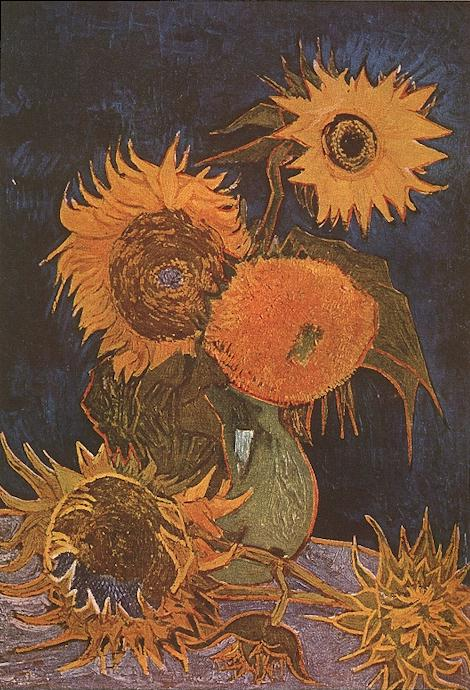
実際の2枚目の『ひまわり』。現在は原画の写真を元に原寸大の陶板複製画として復元されたものが、大塚国際美術館で展示されている。

ニューヨーク・マンハッタンのオークションで、かつてゴッホが2番目に描き、第二次世界大戦時の芦屋空襲で焼失したとされる『ひまわり』の模写が出品された。その模写を3億ドルで落札したのは鈴木財閥の相談役である鈴木次郎吉だった。オークション終了後、次郎吉はゴッホの『ひまわり』を7つ全て集め、日本で「日本に憧れたひまわり展」を開催すると宣言し、『ひまわり』を守るための7人のサムライを紹介する。しかしその時、会場にキッドカードが撃ち込まれ、怪盗キッドが姿を現した。警備主任のチャーリーが追い詰めるも、キッドは閃光弾を放ち逃亡する。
次郎吉は突如その場に現れた工藤新一や鈴木園子及び7人のサムライ達を乗せて、ボーイング747の特別塗装機「サンフラワージェット」で『ひまわり』を羽田空港へ輸送する。しかし、空港到着間際に貨物室の外に仕掛けられた爆弾が爆発し、操縦が効かなくなったサンフラワージェットはパニックに陥る。同時に、『ひまわり』を抱えて羽田空港上空を飛ぶキッドを発見したコナンは追跡を開始し、空港ビルの上にキッドが何も持たずに立っているのを発見する。最終的にサンフラワージェットは辛うじて着陸に成功し、『ひまわり』も鈴木財閥の下で無事に保管されることになった。
7人のサムライによる会議の日、毛利探偵事務所にキッドから新たな予告状が届く。その予告状から、標的が東郷青児記念 損保ジャパン日本興亜美術館（現・SOMPO美術館）にある『5枚目のひまわり』であると判明する。偶然、同じ美術館に来ていたコナンも新たな予告状の存在を知って動くが、キッドに『ひまわり』を奪われ、代わりに美術館館長宛ての『ひまわり』を100億円で譲るとのメッセージだけが残された。取引の日、突入したコナンとチャーリーは『5枚目のひまわり』を取り返すことには成功したものの、発見したキッドは取り逃してしまう。
キッドの目的も掴めないまま、レイクロック美術館で「日本に憧れたひまわり展」が開幕する。キッドの侵入に気づいた次郎吉は、7人のサムライやコナンら13人を除く客とスタッフを全員退館させるが、火災が発生する。キッドに狙われた2枚の『ひまわり』が気になったコナンが館内に戻ると、それを追うように蘭も館内に戻ってしまう。コナンと蘭、そして『ひまわり』が業火の危機に晒される中、コナンはキッドの本当の狙いを見抜き、キッドや蘭と共に『ひまわり』を守り切ることに成功する。
避難した7人のサムライは『ひまわり』の枚数を数えるが、全て数えても『ひまわり』が6枚しかないことに気付く。そこへ新一から連絡が入り、一連の事件はキッドによる犯行ではなく、7人のサムライの1人である宮台なつみによるものだと告げ、彼女の動機と犯行に使われたトリックを暴く。一方で美術館内ではコナンと蘭が美術館の崩壊に見舞われるが、コナンはボール射出ベルトを使った方法を思い付き、辛くも脱出に成功する。
蘭を救助した後、木陰に隠れていたキッドはコナンの生存を確認すると立ち去ろうとするが、現れたチャーリーに今回の犯行の真意を問われる。その問いに対してキッドは「ある依頼人の想い出を守るため」とだけ答え、チャーリーと互いの誤解を解いてから姿をくらます。

## 登場人物

### レギュラーキャラクター
江戸川 コナン（えどがわ コナン）
声 - 高山みなみ
本作の主人公。本来の姿は「東の高校生探偵」として名を馳せている工藤新一だが、黒ずくめの組織に飲まされた毒薬・APTX4869の副作用で小学生の姿になっている。
鈴木次郎吉が世界中から集めた各分野のエキスパート・「7人のサムライ」のオマケにして、実は過去の「キッドキラー」としての実績で次郎吉から本命の戦力と期待される。
毛利 蘭（もうり らん）
声 - 山崎和佳奈
本作のヒロイン。新一の幼馴染かつガールフレンドで、関東大会で優勝するほどの空手の達人。
爆破で歪んだ防犯システム周辺の壁を素手で破壊する等、常人離れした強さを見せている。
毛利 小五郎（もうり こごろう）
声 - 小山力也
蘭の父親で「眠りの小五郎」の異名で有名な私立探偵。コナンの保護者。元警視庁捜査一課強行犯係の刑事。
次郎吉が集めた各分野のエキスパート・「7人のサムライ」の最後の1人に選ばれる。
怪盗キッド（かいとうキッド）
声 - 山口勝平
本作のキーパーソン。神出鬼没な大怪盗。コナンのライバルで、その正体を新一と知る数少ない人物の1人。
新一の姿に変装して鈴木財閥の関係者に接近し、コナンや蘭の危機も救う。
工藤 新一（くどう しんいち）
声 - 山口勝平
コナンの本来の姿で高校生探偵。
新一としての登場は、蘭や小五郎たちとの電話での会話以外は殆どがキッドの変装である。
灰原 哀（はいばら あい）
声 - 林原めぐみ
元黒の組織の一員かつAPTX4869の開発者で、コナンの正体を新一と知る数少ない人物の1人。
展示された『ひまわり』を毎日鑑賞している和服の老婦人・ウメノと対話する。
本作は、少年探偵団との会話でのみだが、蘭のことを「蘭さん」と呼んでいる。
鈴木 園子（すずき そのこ）
声 - 松井菜桜子
蘭の同級生で親友。鈴木財閥の令嬢で、蘭や新一とは幼馴染でもある。
本作では『ひまわり』の展示に関するテレビ番組や会見で明朗な説明をしている。
阿笠 博士（あがさ ひろし）
声 - 緒方賢一
コナンの正体を新一と知る数少ない人物の1人で、発明家。
目暮 十三（めぐれ じゅうぞう）
声 - 茶風林
警視庁刑事部捜査一課強行犯捜査三係の警部。
終盤で犯人の身柄の引き渡しに現れる。
吉田 歩美（よしだ あゆみ）、小嶋 元太（こじま げんた）、円谷 光彦（つぶらや みつひこ）
声 - 岩居由希子（歩美）、高木渉（元太）、大谷育江（光彦）
少年探偵団の3人。
中森 銀三（なかもり ぎんぞう）
声- 石塚運昇
警視庁捜査二課知能犯捜査係の警部。
キッドを狙う刑事として、目暮以上に登場シーンが多い。
寺井 黄之助（じい こうのすけ）
声 - 陶山章央（青年時代）
怪盗キッドのアシスタントをしている老執事。変装してキッドをサポートする。
本作では、ウメノと関係する戦時中のエピソードが判明する。まと、冒頭ではキッド同様にコナンの正体を新一と知る数少ない1人でもある事が明かされる。
後藤 善悟（ごとう ぜんご）
声 - 楠大典
鈴木次郎吉のボディーガード。
レイクロック美術館のモニター操作と鉄狸改内部の最終チェックも担当する。レイクロック美術館へ『ひまわり』の鑑賞に来ていたウメノを見て、大粒の涙を流していた。
劇場版初登場だが、実は別人の変装姿で、本人は未登場である。
鈴木 次郎吉（すずき じろきち）
声 - 富田耕生
鈴木財閥相談役。
『ひまわり』を3億ドルで落札し、世界各地から各分野のエキスパートをセキュリティー要員として集め、「7人のサムライ」を結成させる。

### オリジナルキャラクター

#### 犯人
ユダ
次郎吉が競り落とした「2枚目の『ひまわり』」と、損保ジャパン日本興亜美術館にある「5枚目の『ひまわり』」の破壊を企む人物。7人のサムライの1人として活動しつつ、陰では2枚のひまわりを葬り去るために暗躍する。『ひまわり』を破壊するためなら手段を選ばない。
キッドは予告上の中で「ユダ」という名称を利用し、7人のサムライの中に裏切り者がいることを伝えようとした。

#### 7人のサムライ
鈴木次郎吉が世界中から集めた「7人のサムライ」のメンバー。
各分野で活躍する超一流の精鋭揃いで、絵画関係のエキスパートも多い。7人目は毛利小五郎。
名前の由来は1954年公開の黒澤明監督の映画『七人の侍』で、本編でも7人目の小五郎にキッドキラーの異名を持つコナンがオマケとして付くこととなり、それを見越した灰原が、コナンに「頑張ってね、『菊千代（きくちよ）』さん」とからかうシーンがある。
圭子 アンダーソン（けいこ アンダーソン）
声 - 榊原良子
企画担当のプロデューサー。世界中の『ひまわり』が揃う「日本に憧れたひまわり展」のプロデューサーとして、学芸員達の指揮を執るハーフの女性。
女性メンバーのなつみや久美子とは打ち解けているが本来の警戒心は強く、警備員に対しても信用はしていない様子。
宮台 なつみ（みやだい なつみ）
声 - 榮倉奈々
鑑定担当の絵画鑑定士。絵画の歴史に詳しく、正確かつ迅速に鑑定を行う。『ひまわり』については様々な学説を研究しており、深い愛着を持っている。
最初にキッドカードを発見して警察に報告し、『ひまわり』を自分の工房で鑑定した方が早いとの理由で持ち帰ることを提案したが、キッドの手で東と共に拘束されてしまう。解放後、彼女の発案により防犯カメラのカモフラージュも兼ねて、レイクロックのトンネル内に大量の向日葵を植える作戦が立てられた。
東 幸二（あずま こうじ）
声 - 磯部弘
修復担当の絵画修復士。2番目の『ひまわり』の模写の発見者。修復の他、絵画の保存管理も担当している。なつみと並んで『ひまわり』に触れることが最も多い人物である。
双子の兄・幸一は、自分と同じく美術関係に身を置く画商であり、兄弟で共に絵画に携わっていたが、2番目の模写を発見した後に拳銃自殺を図ったという。
岸 久美子（きし くみこ）
声 - ゆかな
演出担当の演出家。
容姿端麗な頭脳派として、美術界でその名を知られている。胸元の開いたセクシーな服を着こなすグラマーな美女。次郎吉が建てた鉄壁の警備で護られている難攻不落の美術館・レイクロックの展示システムを発案した。
7人の侍メンバーの中では圭子と親交を深めており、コナンにも優しく接する。
石嶺 泰三（いしみね たいぞう）
声 - 宝亀克寿
運搬担当の運送家。
世界中にあらゆるものを迅速に運ぶ「チーター運送」の中でも、特に絵画の運搬のプロとして知られている。
7人のサムライの中では地味な存在だが、次郎吉から絵画の運搬指揮能力を高く評価されており、運搬作業を迅速に行って小五郎や中森警部も安堵していた。サムライのメンバーにも一定の信頼を置いているようだが、関係者以外の者に対しては強い猜疑心を露にする。
チャーリー（Charlie）
声 - 咲野俊介
ニューヨーク市警察の警部。
当初はアメリカで警備を担当していたが、キッドを追って来日する。
厳格な性格で正義感も強く、キッド逮捕に執念を燃やし、キッドを「目的のためなら手段を選ばないテロリスト」と非難している。子供に対しても偏見を抱かず、コナンの洞察力や俊敏性を観察して、キッドキラーとしての能力を確信し、コナンの後を追う形でキッドを追い詰める。拳銃の所持を禁止されている日本においても、警察仲間のマークに秘密裏に銃を用意させている。

#### 芦屋のひまわり関係者
ウメノ
声 - 沢田敏子（現在）、皆口裕子（少女時代）
損保ジャパン日本興亜美術館に展示されている『ひまわり』を毎日鑑賞している和服の老婦人。
『ひまわり』に対して特別な思い入れがあり、レイクロックの特別展に彼女を招待してほしいと頼まれた次郎吉も快諾している。たまたま出会った灰原に対し、「見ているだけじゃいつかきっと後悔する」と助言を送っている。
東 淸助（あずま きよすけ）
声 - 大川透
東幸二の祖父。
芦屋の邸宅で大工として住込みで働いていたが、自らや絵画が第二次世界大戦の戦火に巻き込まれることになってしまい、GHQに回収される前に、屋敷にあった『ひまわり』を隠そうとして亡くなった。絵は無事に隠され、後にアルルで発見されたことがニュースとなり、広く知れ渡ることになる。

#### その他の人物
原口 秀夫（はらぐち ひでお）
声 - 柴田秀勝
損保ジャパン日本興亜美術館の館長。
怪盗キッドとの取引のために個室で1人待機するも、あまりの暑さから飲料水を大量に飲んだことで、コナンは、その量の減り具合で外との気圧差に気が付いた。その後、札束が飛び交う現場に突入してきたチャーリーから銃を向けられたため、自分はキッドじゃないと慌てて否定していた。
実在する館長・原口秀夫の協力を得てモチーフにし、氏名・肩書きもそのまま登場させたキャラクターである。
スペシャリスト
声 - 梅津秀行
ニューヨークのオークション会場に現れた、怪盗キッドを阻止するために集結したスペシャリストの1人。しかし、キッドに煙球を使用され、逃走を許してしまう。
オークショニア
声 - 三戸耕三
ニューヨークでオークションの進行役を務めていた眼鏡の男性。
鈴木次郎吉が高額で『ひまわり』を競り落としたため、驚愕の表情を見せていた。
司会者
声 - 小田敏充
ニューヨークの記者会見で、次郎吉が『ひまわり』を落札したと発表した眼鏡の男性。
次郎吉が「七人のサムライ」を招集した、という突然の発表に驚いていた。
機長
声 - 松本大
競り落とした『ひまわり』を日本へ輸送するため、特別にチャーターされた飛行機の機長。
飛行機が羽田空港に激突しそうになるが、寸前で激突は回避された。
副機長
声 - 鳥海勝美
同飛行機の副機長。
羽田空港に激突しそうな飛行機を無事に着陸させようと、機長と共に機体を立て直すのに尽力し、寸前で激突を回避した。
アナウンサー
声 - むたあきこ、倉田雅世
ビルの壁面モニターで流れていたテレビ番組内で、飛行機爆破事件の経緯について解説した。
また、ゲストで来た次郎吉と園子に、インタビューをしていた。
キャスト
声 - 知英
レイクロック美術館で開催される「日本に憧れたひまわり展」の受付係として、特別招待されたコナン一行を美術館内に迎え入れる。

## スタッフ
- 原作 - 青山剛昌
- 監督・絵コンテ・演出 - 静野孔文
- 製作 - 都築伸一郎、小石川伸哉、中山良夫、久保雅一、大田圭二、吉田力雄
- 脚本 - 櫻井武晴
- 絵コンテ協力 - 寺岡巌、大畑晃一、工藤隆光、永岡智佳
- 演出 - 永岡智佳、菅井嘉浩、竹下健一、矢野孝典
- キャラクターデザイン・総作画監督 - 須藤昌朋
- デザインワークス - 小川浩
- 作画監督 - 清水義治、野武洋行、岩佐裕子、中島里恵、広中千恵美、高橋成之、堀内博之、かわむらあきお
- 作画監督補佐 - 山中純子、岩井伸之、安藤義信、佐々木恵子、福永智子、川口隆、水村良男、大島美和
- 美術監督 - 渋谷幸弘
- 美術監督補 - 長谷川弘行
- 色彩設計・色指定・仕上検査 - 中尾聡子
- 撮影監督・メインタイトルCGアニメーション - 西山仁
- 3D CGI ディレクター - 後藤優一、松倉大樹
- 編集 - 岡田輝満
- 音響監督 - 浦上靖之、浦上慶子
- 音響効果 - サウンドエフェクト、横山正和、横山亜紀
- 音楽プロデューサー - 近藤貴郎、大野久子
- 音楽 - 大野克夫
- フィルムレコーディング - 東京現像所
- ストーリーエディター - 飯岡順一
- マーチャンダイズ・ディレクター - 小沼俊
- アシスタントプロデューサー - 米倉功人、近藤秀峰
- プロデューサー - 諏訪道彦、浅井認、石山桂一
- アニメーション制作 - TMS/V1 Studio
- 製作 - 「名探偵コナン」製作委員会（小学館、読売テレビ、日本テレビ放送網、小学館集英社プロダクション、東宝、トムス・エンタテインメント）
- 協力 - 東郷青児記念 損保ジャパン日本興亜美術館、損保ジャパン日本興亜株式会社、東郷青児記念 損保ジャパン日本興亜美術館館長 原口秀夫
- 特別協力 - セブン-イレブン、ゲオ
- 配給 - 東宝

## 音楽

### 主題歌
ポルノグラフィティ「オー!リバル」
作詞 - 新藤晴一 / 作曲 - 岡野昭仁 / 編曲 - tasuku、Porno Graffitti
コナンとキッドとのライバル対決を描いた本作の主題歌として書き下ろした曲であるため、曲のタイトルにある「リバル」とはフランス語やスペイン語で「好敵手（ライバル）」という意味である。

### サウンドトラック

#### 収録曲
| 全作曲: 大野克夫。 |                                                             |      |            |
| #                  | タイトル                                                    | 作詞 | 作曲・編曲 |
| 1.                 | 「コナンvsダークキッド」                                    |      | 大野克夫   |
| 2.                 | 「オークション」                                            |      | 大野克夫   |
| 3.                 | 「インタビュー」                                            |      | 大野克夫   |
| 4.                 | 「7人の侍」                                                 |      | 大野克夫   |
| 5.                 | 「キッドカード」                                            |      | 大野克夫   |
| 6.                 | 「キッド・イン・アクション」                                |      | 大野克夫   |
| 7.                 | 「名探偵コナン メイン・テーマ（業火の向日葵ヴァージョン）」 |      | 大野克夫   |
| 8.                 | 「怪しい動き」                                              |      | 大野克夫   |
| 9.                 | 「メーデー!」                                               |      | 大野克夫   |
| 10.                | 「スカイ・ハイ」                                            |      | 大野克夫   |
| 11.                | 「緊急着陸」                                                |      | 大野克夫   |
| 12.                | 「追いかけるコナン」                                        |      | 大野克夫   |
| 13.                | 「セーフティ・ナウ」                                        |      | 大野克夫   |
| 14.                | 「鉄狸改」                                                  |      | 大野克夫   |
| 15.                | 「予告」                                                    |      | 大野克夫   |
| 16.                | 「アンクシャス」                                            |      | 大野克夫   |
| 17.                | 「狙われたひまわり」                                        |      | 大野克夫   |
| 18.                | 「ひまわりの花言葉」                                        |      | 大野克夫   |
| 19.                | 「コウサツ」                                                |      | 大野克夫   |
| 20.                | 「ラ・ベルスーズ」                                          |      | 大野克夫   |
| 21.                | 「トランスポート」                                          |      | 大野克夫   |
| 22.                | 「レプリカ」                                                |      | 大野克夫   |
| 23.                | 「トラップ」                                                |      | 大野克夫   |
| 24.                | 「さらなる疑惑」                                            |      | 大野克夫   |
| 25.                | 「タイム・アンド・マネー」                                  |      | 大野克夫   |
| 26.                | 「忍び寄る不安」                                            |      | 大野克夫   |
| 27.                | 「カウントダウン」                                          |      | 大野克夫   |
| 28.                | 「安堵」                                                    |      | 大野克夫   |
| 29.                | 「レイクロック美術館」                                      |      | 大野克夫   |
| 30.                | 「クイズじゃ」                                              |      | 大野克夫   |
| 31.                | 「アンサー」                                                |      | 大野克夫   |
| 32.                | 「アナザー・カード」                                        |      | 大野克夫   |
| 33.                | 「怪盗キッドの本性」                                        |      | 大野克夫   |
| 34.                | 「不審な行動」                                              |      | 大野克夫   |
| 35.                | 「オープニング・セレモニー」                                |      | 大野克夫   |
| 36.                | 「子供の領分」                                              |      | 大野克夫   |
| 37.                | 「ひまわり」                                                |      | 大野克夫   |
| 38.                | 「コナンの考え」                                            |      | 大野克夫   |
| 39.                | 「使徒」                                                    |      | 大野克夫   |
| 40.                | 「謎が解けていく」                                          |      | 大野克夫   |
| 41.                | 「キッドカードの意味」                                      |      | 大野克夫   |
| 42.                | 「機能停止」                                                |      | 大野克夫   |
| 43.                | 「サスピシャス」                                            |      | 大野克夫   |
| 44.                | 「ひまわりの哀歌」                                          |      | 大野克夫   |
| 45.                | 「ひまわり畑」                                              |      | 大野克夫   |
| 46.                | 「アルルの悲劇」                                            |      | 大野克夫   |
| 47.                | 「炎のひまわり」                                            |      | 大野克夫   |
| 48.                | 「必殺技」                                                  |      | 大野克夫   |
| 49.                | 「最後の手段」                                              |      | 大野克夫   |
| 50.                | 「ユダの正体」                                              |      | 大野克夫   |
| 51.                | 「明かされていく真実」                                      |      | 大野克夫   |
| 52.                | 「コンフェス」                                              |      | 大野克夫   |
| 53.                | 「コナンの正義」                                            |      | 大野克夫   |
| 54.                | 「新たな危機」                                              |      | 大野克夫   |
| 55.                | 「落下」                                                    |      | 大野克夫   |
| 56.                | 「エスケイプ・フロム・デンジャー」                          |      | 大野克夫   |
| 57.                | 「ブレイク・ダウン」                                        |      | 大野克夫   |
| 58.                | 「ラスト・チャンス」                                        |      | 大野克夫   |
| 59.                | 「デスペア」                                                |      | 大野克夫   |
| 60.                | 「ハッピー・アゲイン」                                      |      | 大野克夫   |
| 61.                | 「ひまわりの思い出」                                        |      | 大野克夫   |
| 62.                | 「博士の探し物」                                            |      | 大野克夫   |

## 映像ソフト
- DVD - 2015年11月25日発売（初回限定特別盤・同日発売）[34]
- BD - 2015年11月25日発売（初回限定特別盤・同日発売）[35]

## プロモーション
本作では「KID STEAL PROJECT」と題し、怪盗キッドが映画公式サイト上や各メディアでカードによる犯行声明を出して、現実世界から様々なモノを盗んでいくというプロジェクトが展開された。
本作の題材である焼失したゴッホの「ひまわり」は、徳島県鳴門市の大塚国際美術館に再現展示されている。地元映画館の北島シネマサンシャインとのコラボで、美術館入館券の半券を左記の映画館へ持っていくと、特製コナンシールが先着でもらえる。
2015年3月1日に鳥取砂丘コナン空港誕生を記念して行われたオープニングセレモニーでは、式典の真っ最中に怪盗キッドが声と映像で登場。空港内に設置されていた超巨大トリックアートを狙っていたことが判明し、場内は一時騒然となった。しかし、目当ての獲物ではなかったことにより、すぐさま返却され無事お披露目となった。
2015年3月18日発売の『週刊少年サンデー』16号では、「怪盗キッドが表紙のロゴを盗んだ」という設定のもと、同誌の歴史上初めて表紙にロゴを冠さず発売された。
2015年3月20日に、「業火の向日葵」×「NO MORE 映画泥棒」のスペシャルバージョンが公開されることが発表された。限定CMは本作公開日から使用されている。
2015年4月8日には、田辺誠一が本作のメインビジュアルを模写にて描き下ろした作品を発表した。
2015年4月11日からはKIDDY LAND原宿店にて、「怪盗キッドが店名から『DY』を盗んだ」という設定のもと「KID LAND」として一時的に営業を行っていた。また同時に店内では「名探偵コナンフェア」が催された。
2015年4月11日以降、公開記念特番「榮倉奈々が解くキッドからの挑戦状!」が各局で随時放送された。
本作公開日である2015年4月18日には、阪神甲子園球場での阪神タイガース対読売ジャイアンツ5回戦の試合前、キッドによる始球式が行われた。

## 興行成績
全国349スクリーンで公開され、2015年4月18日と翌19日の初日2日間で観客動員数68万8,623人、興行収入8億7,476万2,300円となり、これは最終興行収入41億1,000万円の前作『異次元の狙撃手』との初動興行収入の対比で110.8%に及び、興行通信社の調査による映画観客動員ランキングでは初登場第2位となった。また、ぴあの調査による初日満足度ランキングでは満足度91.0ポイントを獲得し第4位となっている。
公開7日目にはシリーズ最速で観客動員数100万人を突破した。
公開19日目には累計観客動員数が282万9,564人、興行収入が35億1,509万5,400円となり、この時点で初日2日間の映画観客動員ランキングでは首位を譲った同日公開の映画『ドラゴンボールZ  復活の「F」』の観客動員数と興行収入をともに上回った。
公開37日目の5月24日には累計興収41億4,838万9,300円を記録。2013年公開の『絶海の探偵』、2014年公開の『異次元の狙撃手』に続き、3年連続でシリーズ最高興収を更新した。
公開7週目には更にコラボ作品『ルパン三世VS名探偵コナン THE MOVIE』の最終興行収入42億6,000万円を抜く42億6,652万7,900円を記録し、コラボ作品まで含めての最高記録を達成した。最終興収は配給発表で44億8,000万円に達した。

## テレビ放送
| 回数 | 番組名（放送枠名） | 放送形態       | 放送日        | 放送時間（JST） | 放送分数 | 平均世帯視聴率 | 備考 |
| ---- | ------------------ | -------------- | ------------- | --------------- | -------- | -------------- | --- |
| 1    | 金曜ロードSHOW!    | 本編ノーカット | 2016年4月15日 | 21:00-23:14     | 134分    | 10.5%          | 『純黒の悪夢』の公開を記念し、「2週連続コナン祭り」の第2弾として、20分拡大枠でエンディングをカットした本編ノーカット版が地上波初放送された。 |